# Längenbühl
Längenbühl foi uma comuna da Suíça, no Cantão Berna, com cerca de 348 habitantes. Estendia-se por uma área de 2,65 km², de densidade populacional de 131 hab/km². Confinava com as seguintes comunas: Blumenstein, Forst, Gurzelen, Thierachern, Uebeschi, Uetendorf, Wattenwil.
A língua oficial nesta comuna era o Alemão.

## História
Em 1 de janeiro de 2007, passou a formar parte da nova comuna de Forst-Längenbühl.